# フリップ&イーノ
フリップ&イーノ（Fripp & Eno）は、ブライアン・イーノとロバート・フリップによって構成される音楽サイド・プロジェクト。このデュオは1973年のアルバム『ノー・プッシーフッティング』から始まる4枚のスタジオ・アルバムをリリースした。このペアで作成された音楽は完全にインストゥルメンタルであり、イーノが演奏するさまざまなキーボード、シンセサイザー、Revox A77テープ・レコーダーとともに、フリップのギター、フリップ・ペダルボード、Frizzbox（その後のイーノによるサウンド処理）を組み合わせて変化させたテープ・ディレイ・テクニックであるフリッパートロニクスを多用している。
2015年、フリップ&イーノは、『ローリング・ストーン』誌の史上最高のデュオ20組のリストにおいて17位にランクされた。

## ディスコグラフィ

### スタジオ・アルバム
- 『ノー・プッシーフッティング』 - (No Pussyfooting) (1973年)
- 『イヴニング・スター』 - Evening Star (1975年)
- 『イクエイトリアル・スター』 - The Equatorial Stars (2004年)
- 『ビヨンド・イーヴン (1992-2006)』 - Beyond Even (1992–2006) (2007年)

### ライブ・アルバム
- 『ライヴ・イン・パリ 1975年5月28日』 - May 28, 1975 Olympia Paris, France (2011年)[3]

### コンピレーション・アルバム
- 『エッセンシャル・フリップ&イーノ』 - The Essential Fripp and Eno (1994年)